# Carlos Carrasco (baseball)
Pour les articles homonymes, voir Carlos Carrasco et Carrasco.
Carlos Luis Carrasco (né le 21 mars 1987 à Barquisimeto, Lara, Venezuela) est un lanceur droitier des Mets de New York de la Ligue majeure de baseball.

## Carrière

### Ligues mineures
Carlos est recruté le 25 novembre 2003 par les Phillies de Philadelphie. Il débute en Ligues mineures en 2004 avec les Gulf Coast Phillies. Il dispute onze matches dont huit comme lanceur partant pour cinq victoires, quatre défaites et une moyenne de points mérités de 3,56.
Après trois saisons d'apprentissage en A puis AA, il passe en AAA en milieu de saison 2008, sous les couleurs des IronPigs de Lehigh Valley, club école des Phillies. Figurant parmi les meilleurs espoirs des Ligues mineures, il est sélectionné au All-Star Futures Game en 2006, 2007 et 2008.
Carlos débute ensuite la saison 2009 avec les IronPigs avant d'être échangé aux Indians de Cleveland le 29 juillet 2009 à l'occasion du transfert de Cliff Lee et Ben Francisco. Il joue en AAA en août 2009 avec les Clippers de Columbus avant de rejoindre les Indians en Ligue majeure.

### Ligue majeure
Carlos fait ses débuts au plus haut niveau le 1er septembre 2009 et joue cinq parties comme lanceur partant en fin de saison. Carlos enregistre quatre défaites. Lors de son cinquième match, le 1er octobre, il sort sur blessure après avoir reçu pleine jambe une balle frappée par Jacoby Ellsbury des Red Sox de Boston. Son dossier victoires-défaites pour la saison est de 0-4 avec les Indians.
En 2010, il effectue sept départs en septembre pour Cleveland et présente une fiche de 2-2. Le 17 septembre, il remporte contre les Royals de Kansas City sa première victoire dans les majeures et le 2 octobre, malgré une défaite des Indians aux mains des White Sox de Chicago, il lance son premier match complet. Sa moyenne de points mérités au cours de ce séjour à Cleveland est de 3,83 en 44 manches et deux tiers passées au monticule.
En 2011, il fait maintenant partie de la rotation de lanceurs partants des Indians. Il gagne 8 parties contre 9 défaites avec une moyenne de points mérités de 4,62 et un match complet en 21 départs. Cependant, il fait un premier séjour sur la liste des joueurs blessés en avril et mai après avoir ressenti des douleurs au coude, puis y retourne en août pour le même type de blessure, ce qui met finalement un terme à sa saison. 
En septembre 2011, Carrasco subit une opération de type Tommy John qui lui fait rater toute la saison 2012. Il fait son retour avec les Indians le 9 avril 2013 et est après une seule rencontre est assigné au club-école Triple-A pour deux mois.
Après 4 sorties difficiles en avril 2014 avec Cleveland, Carrasco est assigné à l'enclos de relève pour mieux reprendre sa place dans la rotation de lanceurs partants au début du mois d'août,. Il termine la saison 2014 avec une brillante moyenne de points mérités de 2,55 en 134 manches lancées au total, le tout en 14 départs et 26 présences en relève. Il réussit de plus 140 retraits sur des prises. La vélocité de la balle rapide de Carrasco augmente, sans surprise, durant son séjour dans l'enclos de relève, mais il est en mesure de garder la vitesse de ses tirs au même niveau une fois revenu dans la rotation de partants.

#### Saison 2015
Le 7 avril 2015, Carlos Carrasco signe une prolongation de contrat de 4 ans, incluant deux années d'option, avec Cleveland. L'entente garantit au lanceur 22 millions de dollars jusqu'en 2018 et une somme potentielle de 48 millions s'il est étiré jusqu'à la fin de la saison 2020.
Le 1er juillet 2015, Carrasco passe à une seule prise de réaliser un match sans point ni coup sûr lorsqu'il accorde un simple à Joey Butler après deux retraits à la 9e manche d'un match face aux Rays de Tampa Bay. Sa soirée se termine sur une victoire après 13 retraits sur des prises, un point et un coup sûr accordés en 8 manches et deux tiers lancées.
Le 6 juillet 2019, Carrasco, 32 ans, qui est absent du jeu depuis plus d'un mois, révèle dans un entretien à une chaîne de télévision dominicaine qu'il a reçu au début juin un diagnostic de leucémie myéloïde chronique. Il revient au jeu comme lanceur de relève pour Cleveland en septembre 2019 et reprend sa place comme lanceur partant la saison suivante.
Il reçoit le prix du meilleur retour au jeu de l'année en 2019 dans la Ligue américaine.

## Vie personnelle
Carlos Carrasco participe à beaucoup d'œuvres de bienfaisance, notamment auprès des enfants hospitalisés; cette implication dans la communauté sont soulignés par le prix Roberto Clemente en 2019.

## Statistiques
| Saison | Équipe    | G   | GS  | CG | SHO | V  | D  | SV | IP     | SO   | ERA  |
| ------ | --------- | --- | --- | -- | --- | -- | -- | -- | ------ | ---- | ---- |
| 2009   | Cleveland | 5   | 5   | 0  | 0   | 0  | 4  | 0  | 22.1   | 11   | 8,87 |
| 2010   | Cleveland | 7   | 7   | 1  | 0   | 2  | 2  | 0  | 44.2   | 38   | 3,83 |
| 2011   | Cleveland | 21  | 21  | 1  | 0   | 8  | 9  | 0  | 124.2  | 85   | 4,62 |
| 2013   | Cleveland | 15  | 7   | 0  | 0   | 1  | 4  | 0  | 46.2   | 30   | 6,75 |
| 2014   | Cleveland | 40  | 14  | 1  | 1   | 8  | 7  | 1  | 134.0  | 140  | 2,55 |
| 2015   | Cleveland | 30  | 30  | 3  | 1   | 14 | 12 | 0  | 183.2  | 216  | 3,63 |
| 2016   | Cleveland | 25  | 25  | 1  | 1   | 11 | 8  | 0  | 146.1  | 150  | 3,32 |
| 2017   | Cleveland | 32  | 32  | 1  | 0   | 18 | 6  | 0  | 200.0  | 226  | 3,29 |
| 2018   | Cleveland | 32  | 30  | 2  | 0   | 17 | 10 | 0  | 192.0  | 231  | 3,38 |
| Totaux | Totaux    | 207 | 171 | 10 | 3   | 79 | 62 | 1  | 1094.1 | 1127 | 3,71 |

Note : G = Matches joués ; GS = Matches comme lanceur partant ; CG = Matches complets ; SHO = Blanchissages ; 
V = Victoires ; D = Défaites ; SV = Sauvetages ; IP = Manches lancées ; SO = Retraits sur des prises ; ERA = Moyenne de points mérités.